# NGC 6821
NGC 6821 est une petite galaxie spirale barrée située dans la constellation de l'Aigle. Sa vitesse par rapport au fond diffus cosmologique est de 1 305 ± 16 km/s, ce qui correspond à une distance de Hubble de 19,3 ± 1,4 Mpc (∼62,9 millions d'al). NGC 6821 a été découverte par l'astronome allemand Albert Marth en 1863.
La classe de luminosité de NGC 6821 est IV et elle présente une large raie HI. Elle renferme également des régions d'hydrogène ionisé. 
À ce jour, quatre mesures non basées sur le décalage vers le rouge (redshift) donnent une distance de 22,533 ± 7,550 Mpc (∼73,5 millions d'al), ce qui est à l'intérieur des valeurs de la distance de Hubble. Puisque cette galaxie est relativement rapprochée du Groupe local, cette valeur est peut-être plus près de sa distance réelle que la distance de Hubble. Notons que c'est avec la valeur moyenne des mesures indépendantes, lorsqu'elles existent, que la base de données NASA/IPAC calcule le diamètre d'une galaxie. 